# Sam Harding
Pour les articles homonymes, voir Harding.
Pas d'image ? Cliquez ici

a Compétitions nationales et continentales officielles uniquement.

b Matchs officiels uniquement.
Dernière mise à jour le 4 mai 2011.
Samuel Harding, né le 1er décembre 1980 à Subiaco une ville australienne de la banlieue de Perth, est un joueur de rugby à XV néo-zélandais évoluant au poste de troisième ligne aile. Il a obtenu une sélection avec les All-Blacks en 2002.

## Carrière
Il joue son premier test match avec les All-Blacks le 29 juin 2002 contre l'équipe des Fidji (victoire 68-18).

## Palmarès
Super 12 avec les Crusaders en 2005.